# Faïza Guène
Faïza Guène (Bobigny, Franciaország, 1985 –) algériai származású francia írónő, filmrendező.

## Élete
Guène Párizs egyik északkeleti külvárosában nőtt fel. A Collège Jean Jaurès elvégzése után a Lycée Marcelin Berthelot diákja volt, majd Saint-Denis-ben kezdett szociológiát tanulni a Université Paris VIII egyetemen. Tanulmányait abbahagyta, hogy minden idejét az írásnak és rendezésnek szentelhesse.
Soha sehol senkinek című regénye 2004-ben, tizenkilenc éves korában jelent meg. A regény több mint 200 000 példányban kelt el és huszonkét nyelvre fordították le. Magyarul 2007-ben jelent meg Takács M. József fordításában. Második regénye Du rêve pour les oufs címmel 2006. augusztus 28-án jelent meg Franciaországban.
Guène rendezett néhány rövidfilmet is, például a Rien que des mots című filmet 2004-ben.

## Bibliográfia
| Eredeti cím           | Megjelenési adatok                 | Magyar fordítás     | Megjelenési adatok                                                                    |
| --------------------- | ---------------------------------- | ------------------- | ------------------------------------------------------------------------------------- |
| Kiffe kiffe demain    | Paris, Hachette Littératures, 2004 | Soha sehol senkinek | ford. Takács M. József, Budapest, Ulpius-ház Könyvkiadó, 2007, ISBN 978-963-975-236-8 |
| Du rêve pour les oufs | Paris, Hachette Littératures, 2006 |                     |                                                                                       |
| Les gens du Balto     | Paris, Hachette Littératures, 2008 |                     |                                                                                       |

## Magyarul
- Soha sehol senkinek; ford. Takács M. József; Ulpius-ház, Bp., 2007

## Filmográfia
- 2004: Rien que des mots